# Manonichthys
Manonichthys är ett släkte av fiskar. Manonichthys ingår i familjen Pseudochromidae.
Kladogram enligt Catalogue of Life:
| Manonichthys | \| \| Manonichthys alleni \| \| \| \| \| \| Manonichthys jamali \| \| \| \| \| \| Manonichthys paranox \| \| \| \| \| \| Manonichthys polynemus \| \| \| \| \| \| Manonichthys splendens \| \| \| \| \| \| Manonichthys winterbottomi \| \| \| \| |
|              | \| \| Manonichthys alleni \| \| \| \| \| \| Manonichthys jamali \| \| \| \| \| \| Manonichthys paranox \| \| \| \| \| \| Manonichthys polynemus \| \| \| \| \| \| Manonichthys splendens \| \| \| \| \| \| Manonichthys winterbottomi \| \| \| \| |
|              | Amsichthys |
|              | |
|              | Anisochromis |
|              | |
|              | Assiculoides |
|              | |
|              | Assiculus |
|              | |
|              | Blennodesmus |
|              | |
|              | Chlidichthys |
|              | |
|              | Congrogadus |
|              | |
|              | Cypho |
|              | |
|              | Halidesmus |
|              | |
|              | Halimuraena |
|              | |
|              | Halimuraenoides |
|              | |
|              | Haliophis |
|              | |
|              | Labracinus |
|              | |
|              | Lubbockichthys |
|              | |
|              | Natalichthys |
|              | |
|              | Ogilbyina |
|              | |
|              | Oxycercichthys |
|              | |
|              | Pectinochromis |
|              | |
|              | Pholidochromis |
|              | |
|              | Pictichromis |
|              | |
|              | Pseudochromis |
|              | |
|              | Pseudoplesiops |
|              | |
|              | Rusichthys |
|              | |
|              | Manonichthys alleni |
|              | |
|              | Manonichthys jamali |
|              | |
|              | Manonichthys paranox |
|              | |
|              | Manonichthys polynemus |
|              | |
|              | Manonichthys splendens |
|              | |
|              | Manonichthys winterbottomi |
|              | |

|  | Manonichthys alleni        |
|  |                            |
|  | Manonichthys jamali        |
|  |                            |
|  | Manonichthys paranox       |
|  |                            |
|  | Manonichthys polynemus     |
|  |                            |
|  | Manonichthys splendens     |
|  |                            |
|  | Manonichthys winterbottomi |
|  |                            |